# Los vampiros de Morganville
Los vampiros de Morganville (The Morganville Vampires) es una serie de libros de género juvenil-fantástica creada por la escritora americana Rachel Caine. La serie es best-seller del New York Times y del USA Today.
La saga, de gran éxito en Estados Unidos se compone de 13 libros que tratan sobre la vida de los adolescentes Claire Danvers y sus amigos de la mansión Glass, Shane Collins, Eve Rosser y Michael Glass, que intentan sobrevivir en la tenebrosa ciudad de Morganville, Texas, la cual está gobernada por vampiros.

## Sinopsis
Claire Danvers es una joven genio de dieciséis años que acaba de ingresar a la Texas Praire University en Morganville, Texas. Todo parecer ir bien, hasta que molesta a la chica más popular del campus y en venganza ésta y sus amigas intentan asesinarla.
Asustada de lo que puedan hacerle, sale de la residencia para chicas en busca de un lugar donde vivir. Es así como llega a la mansión Glass y conoce a los adolescentes que ahí residen, Shane Collins, Eve Rosser y el dueño de la casa, Michael Glass. Así como también descubre el tenebroso secreto de la ciudad: está gobernada por vampiros.
A partir de esto comenzara a vivir diferentes aventuras para tratar de mantener a ella y sus amigos a salvo.

## Libros
1. Glass Houses (octubre de 2006) (La Mansión Glass*)
2. The Dead Girls' Dance (abril de 2007) (El Baile de las Chicas Muertas*)
3. Midnight Alley (octubre de 2007) (Callejón de la Medianoche*)
4. Feast of Fools (junio de 2008) (Baile de Máscaras*)
5. Lord of Misrule (enero de 2009) (Señor del Caos*)
6. Carpe Corpus (junio de 2009) (Carpe Corpus*)
7. Fade Out (noviembre de 2009)
8. Kiss of Death (abril de 2010)
9. Ghost Town (octubre de 2010)
10. Bite Club (mayo de 2011)
11. Last Breath (noviembre de 2011)
12. "Black Dawn" (febrero de 2012)
13. "Bitter Blood" (junio de 2012)
14. "Fall of Night" (mayo de 2013)
15. "Daylighters" (noviembre de 2013)
- Libros editados en España por la editorial Versátil.